# Leonid Zjabotinskij
Leonid Zjabotinskij (ukrainska: Леонід Іванович Жаботинський), född 28 januari 1938 i Uspenka i Sumy oblast i Ukrainska SSR, död 14 januari 2016 i Zaporizjzja i Ukraina, var en sovjetisk tyngdlyftare. Han vann guldmedaljer vid olympiska sommarspelen 1964 och 1968 och vann också fyra världsmästerskap. Zjabotinskij satte 19 världsrekord mellan 1964 och 1974.

## Biografi
Zjabotinskij började med tyngdlyftning 1956 efter att ha varit kulstötare. Han tog en bronsmedalj vid sitt första regionala mästerskap 1957 och 1963 satte han sitt första världsrekord med 165 kg i ryck. Vid världsmästerskapen 1963 tog han ett brons och vid europamästerskapen samma år ett silver.
Inför olympiska sommarspelen 1964 var Jurij Vlasov storfavorit i tungviktsklassen och förväntades försvara sin titel. Före OS hade Zjabotinskij aldrig vunnit över Vlasov, han hade bland annat tagit tre på varandra följande silvermedaljer vid sovjetiska mästerskapen efter Vlasov och sedan vunnit 1964 då Vlasov varit frånvarande. Zjabotinskij gav vid det näst sista lyftet intryck av att ha gett upp men kom tillbaka fem minuter senare och satte ett nytt världsrekord i stöt på sitt sista lyft och vann guldet med 2,5 kilos marginal till Vlasov.
Efter sin olympiska seger vann Zjabotinskij även segrar vid världsmästerskapen 1965 och 1966 och han försvarade sedan sin olympiska titel 1968. Han vann också europamästerskapen 1966 och 1968 samt de sovjetiska mästerskapen 1965 och 1967-69.
Zjabotinskijs karriär avbröts 1969 på grund av en operation. Efter att ha doktorerat återvände han till tyngdlyftningen 1973. Han satte sitt sista världsrekord, 185½ kg i ryck vid Sovjetarméns mästerskap i Moskva den 21 februari 1974.
Zjabotinskij tog examen från Charkivs pedagogiska institut 1964 där han också doktorerade i pedagogik 1970. Efter att han avslutat sin idrottskarriär arbetade han som tyngdlyftningstränare åt Sovjetarmén. Mellan 1987 och 1991 arbetade Zjabotinskij i Madagaskar som militärkonsult åt den lokala regeringen samt som huvudtränare för Madagaskars tyngdlyftningslandslag. När han lämnade det militära 1991 hade han överstes grad. Zjabotinskij började senare arbeta som pro-rektor vid Moscow Institute of Business and Law, en av de första privata högskolorna i Ryssland.